# Hovhannes Tumanjan
Hovhannes Tumanyan (in armeno Հովհաննես Թադևոսի Թումանյան?; Dsegh, 19 febbraio 1869 – Mosca, 23 marzo 1923) è stato un poeta armeno.
È considerato uno dei più grandi poeti e scrittori armeni. Trasse ispirazione dal folclore nazionale.

## Biografia
Figlio del locale parroco del villaggio, di lui in seguito lo stesso Tumanjan ebbe modo di dire: 
Dal padre ereditò l'amore e l'interesse per la dura vita dei contadini armeni, le loro tradizioni e le loro storie. In particolare il giovane Tumanjan si interessò alle loro leggende e fiabe, che sarebbero presto diventate materiale e fonte di ispirazione dei suoi scritti successivi.
Iniziò gli studi a Lori, presso una delle scuole più esclusive della regione, l'Istituto Nersisjan, dimostrandosi ben presto uno dei migliori studenti; tuttavia dovette abbandonare la scuola quando suo padre si ammalò gravemente e più tardi morì. Fu così che all'età di soli 16 anni dovette interrompere la parte formale e istituzionale della sua formazione per fare ritorno al suo villaggio natale per prendersi cura dei suoi familiari.
Esordì in campo letterario nel 1896 pubblicando le sue prime storie (come Shunn u katun), mentre dagli anni novanta dell'Ottocento iniziò a collaborare con riviste di orientamento progressista e con pubblicazioni dedicate ai bambini. Fu arrestato diverse volte per il coinvolgimento nelle attività della Federazione Rivoluzionaria Armena e venne anche processato assieme ad altri membri del partito. Assieme ad altri scrittori armeni compilò un manuale e un libro di lettura intitolato Lusaber ("Il faro") per le scuole armene, oltre che a un'antologia letteraria.
Nel 1912 fondò a Tbilisi l'Unione degli scrittori armeni del Caucaso, di cui fu anche presidente. Abbandonò la Federazione Rivoluzionaria Armena dopo che questa aveva deciso di appoggiare gli zar di Russia e divenne anzi sostenitore della rivoluzione d'ottobre e degli ideali sovietici. Espresse solidarietà alle vittime del genocidio armeno e da allora venne soprannominato Poeta di tutti gli armeni. Molte sue poesie sono dedicate ai valori di fratellanza e di amicizia tra i popoli armeno e georgiano. Nel 1924 Ioseb Grishashvili tradusse alcune opere scelte di Tumanjan in georgiano.
Il suo lascito letterario è piccolo ma variegato: pubblicò poesia e prosa, testi di canzoni e poemi epici, fiabe, favole e ballate. Scrisse molti adattamenti di opere epiche e racconti popolari, come la rivisitazione del mito de I temerari di Sassun, K’aj Nazar, Akht’amar e molte altre. Tutta la sua opera nell'insieme è una denuncia potente e spietata dell'arretratezza, dell'inerzia, dei limiti, dell'oscurità, dell'ignoranza, della superstizione, dello sfruttamento, della schiavitù delle donne e del dispotismo familiare. Le sue opere esprimono la glorificazione del lavoro e del lavoratore, l'onestà e la veridicità, la diligenza e l'amore per la libertà (un esempio ne è il racconto Gik’or). Le sue opere per bambini sono ancora oggi presenti nei libri di testo armeni.

## Opere

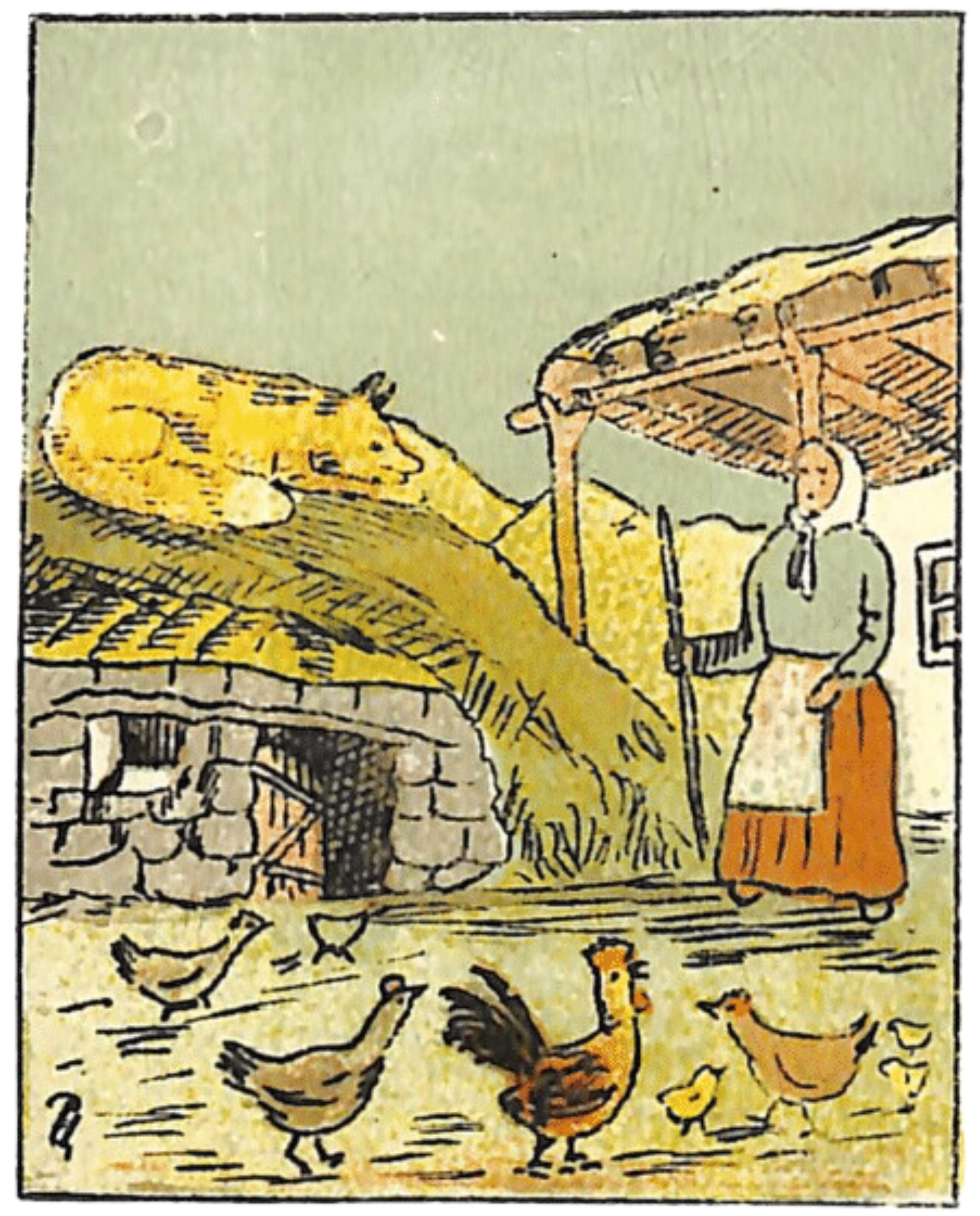
Illustrazione di Aġvesë ("La volpe"), 1939, Biblioteca nazionale dell'Armenia

### Ballate e poesie
- Shunn u katun ("Il cane e il gatto", 1886)
- Maro (1887)
- Anush (1890)
- Akht’amar (1891)
- Sasunts’i Davit’ ("Davide di Sassun", 1902)
- T’mkaberdi ar’umë ("La presa di Tmkaberd", 1902)
- Mi kat’il meghr ("Una goccia di miele" , 1909)
- Ch’ari verje ("La fine del male", 1908)
- T’agavorn u ch’arch’in ("Il re e l'ambulante", 1917)

### Racconti brevi
- "Gik’or"

### Fiabe
- K’aj Nazar ("Nazar il prode")
- Ulikë ("La capretta")
- Dzakhord P’anos ("Lo sfortunato Panos")